# Nyctimene minutus
Nyctimene minutus är en däggdjursart som beskrevs av K. Andersen 1910. Nyctimene minutus ingår i släktet Nyctimene och familjen flyghundar. IUCN kategoriserar arten globalt som sårbar.
Inga underarter finns listade i Catalogue of Life. Wilson & Reeder (2005) skiljer mellan två underarter.
Denna flyghund förekommer på centrala Moluckerna. Fynd från Sulawesi tillhör troligen en annan art. Habitatet utgörs av skogar i bergstrakter.